# Antitrichia californica
Antitrichia californica là một loài Rêu trong họ Leucodontaceae. Loài này được Sull. mô tả khoa học đầu tiên năm 1865.